# Placentia, California
Placentia (/ pləˈsɛnʃə /) là một thành phố ở phía bắc Quận Cam, California. Dân số ở đây là 50.533 trong cuộc điều tra dân số năm 2010, tăng từ 46.488 trong cuộc điều tra dân số năm 2000. 

## Dân số

### 2010
Cuộc Điều tra Dân số Hoa Kỳ năm 2010 báo cáo rằng Placentia có dân số 50.533 người. Mật độ dân số là 7.677,0 người trên một dặm vuông (2.964,1 / km²). Thành phần chủng tộc của Placentia là 31.373 (62.1%) người da trắng (44.7% không phải gốc Tây Ban Nha trắng), 914 (1.8%) người Mỹ gốc Phi, 386 (0.8%) người Mỹ bản địa, 7.531 (14.9%) người Châu Á, 74 (0.1%) ngườiThái Bình Dương, 8,247 (16,3%) từ các chủng tộc khác, và 2,008 (4,0%) từ hai hoặc nhiều chủng tộc. Người gốc Tây Ban Nha hoặc La tinh của bất kỳ chủng tộc nào là 18.416 người (36,4%). Cuộc tổng điều tra báo cáo rằng 50.196 người (99,3% dân số) sống trong các hộ gia đình, 253 (0,5%) sống trong các khu nhóm không được thể chế hóa, và 84 (0,2%) được thể chế hoá.
Có 16.365 hộ gia đình, trong đó có 6.310 hộ (38,6%) có con dưới 18 tuổi sống với bố mẹ, 9,399 (57,4%) là cặp vợ chồng kết hôn với nhau, 2.070 (12,6%) là phụ nữ độc thân, 897 (5,5%) là đàn ông độc thân. 2.880 hộ gia đình (17,6%) được tạo thành từ các cá nhân và 1,274 (7,8%) có người sống một mình từ 65 tuổi trở lên. Quy mô hộ trung bình là 3,07. Có 12.366 gia đình (chiếm 75,6% tổng số hộ); kích thước trung bình của gia đình là 3,44.
Mật độ dân số trải rộng với 12.445 người (24,6%) dưới 18 tuổi, 5,202 người (10,3%) tuổi từ 18 đến 24, 13.945 người (27,6%) tuổi từ 25 đến 44, 12,598 người (24,9%) tuổi từ 45 đến 64 và 6.343 người (12,6%) từ 65 tuổi trở lên. Độ tuổi trung bình là 36,0 tuổi. Cứ 100 nữ giới thì có 97,0 nam giới. Cứ 100 nữ giới từ 18 tuổi trở lên thì có 93,7 nam giới.
Có 16.872 đơn vị nhà ở với mật độ trung bình 2,563,2 mỗi dặm vuông (989,7 / km²).
Theo Điều tra Dân số Hoa Kỳ năm 2010, Placentia có thu nhập trung bình của hộ gia đình là 75.693 đô la, với 12,2% dân số sống dưới mức nghèo.

### 2000
Theo điều tra dân số năm 2000, nơi đây có 46.488 người, 15.037 hộ gia đình và 11.683 gia đình sống trong thành phố. Mật độ dân số là 7.051,3 người / dặm vuông (2.723,7 / km²). Có 15.326 đơn vị nhà ở với mật độ trung bình 2.324,6 mỗi dặm vuông (897,9 / km²). Thành phần chủng tộc của thành phố là 67,76% người da trắng, 1,77% người Mỹ gốc Phi, 0,83% người Mỹ bản xứ, 11,16% người châu Á, 0,18% người dân Thái Bình Dương 13,58% từ hai hoặc nhiều chủng tộc. Tây Ban Nha hoặc La tinh của bất kỳ chủng tộc nào là 31,10% dân số.
Có 15.037 hộ gia đình, trong đó 37,9% có trẻ em dưới 18 tuổi sống chung với gia đình, 61,5% đã kết hôn với các cặp vợ chồng sống chung với nhau, 50,2%là phụ nữ độc thân, và 22,3% không phải là gia đình. 16,0% hộ gia đình được tạo thành từ các cá nhân và 4,9% có người sống một mình 65 tuổi trở lên. Quy mô hộ trung bình là 3,07 và quy mô trung bình của gia đình là 3,42.
Trong thành phố, dân số được lan ra với 27,0% dưới 18 tuổi, 9,5% từ 18 đến 24, 32,0% từ 25 đến 44, 22,4% từ 45 đến 64, và 9,1% người từ 65 tuổi trở lên. Độ tuổi trung bình là 33 tuổi. Cứ 100 nữ giới thì có 98,2 nam giới. Cứ 100 nữ từ 18 tuổi trở lên, có 96,0 nam giới.
Thu nhập trung bình cho một hộ gia đình trong thành phố là $ 62803, và thu nhập trung bình cho một gia đình là $ 68,976. Những con số này đã tăng lên thành $ 77,496 và $ 83,674 tương ứng với ước tính năm 2007. Nam giới có thu nhập trung bình là $ 46,956 so với $ 34,184 đối với nữ giới. Thu nhập bình quân đầu người cho thành phố là $ 23,843. Khoảng 5,7% gia đình và 8,7% dân số sống dưới mức nghèo khổ, trong đó có 12,2% những người dưới 18 tuổi và 5,7% những người từ 65 tuổi trở lên.